# Erik-Jan de Boer
Erik-Jan de Boer (Amsterdam, maart 1967) is een VFX Supervisor en Animation Director. 

## Biografie
Erik-Jan de Boer studeerde aan de Hogeschool voor de Kunsten Utrecht en is sinds 1996 actief in Hollywood waar hij werkt als VFX Supervisor en als Animation Director voor onder andere Rhythm and Hues Studios, Method Studios en studio's zoals Netflix, MGM, etc.
Erik won bij de 85ste Oscaruitreiking de Academy Award voor beste visuele effecten voor zijn werk aan de film Life of Pi. Ook won hij in dezelfde categorie een BAFTA bij de British Academy Film Awards.

## Filmografie
- The English Patient (1996)
- Speed 2: Cruise Control (1997)
- It's Tough to Be a Bug (1998)
- Babe: Pig in the City (1998)
- Mystery Men (1999)
- Stuart Little (1999)
- Little Nicky (2000)
- Cats & Dogs (2001)
- Scooby Doo (2002)
- Elf (2003)
- Daredevil (2003)
- Scooby-Doo 2: Monsters Unleashed (2004)
- De Kronieken van Narnia: De leeuw, de heks en de kleerkast (2005)
- Night at the Museum (2006)
- The Golden Compass (2007)
- Land of the Lost (2009)
- The A-Team (2010)
- Life of Pi (2012)
- The Maze Runner (2014)
- Night at the Museum: Secret of the Tomb (2014)
- Avengers: Age of Ultron (2015)
- Nine Lives (2016)
- Voyage of Time (2016)
- Okja (2017)
- The Christmas Chronicles (2018)
- Landscape with Invisible Hand (2023)